# The Rebellion
The Rebellion est un film américain réalisé par King Vidor, sorti en 1918.

## Fiche technique
- Titre original : The Rebellion
- Réalisation : King Vidor
- Scénario : King Vidor, d'après une histoire du Juge Willis Brown
- Production : Willis Brown
- Société de production : Boy City Film Company
- Société de distribution : General Film Company
- Pays d’origine :  États-Unis
- Langue originale : anglais
- Format : noir et blanc — 35 mm — 1,37:1 — film muet
- Genre : Comédie dramatique
- Durée : 2 bobines - 600 m
- Date de sortie :
  - États-Unis : mars 1918
- Licence : Domaine public

## Distribution
- Ruth Hampton : Edith
- Thomas Bellamy : le garçon noir
- Ernest Butterworth Jr. : le garçon blanc
- Doug Lansing
- Martin Pendleton
- Robert Planett
- William White
- Juge Willis Brown : lui-même

## Autour du film
- Ce film est le neuvième d'une série de films basés sur des scénarios de Willis Brown, juge au tribunal pour enfants.